# Plaza de Cagancha
Plaza de Cagancha, eller Plaza Libertad är ett torg i Montevideo, Uruguay. Fredsmonumentet på torget markerar kilometer noll i Uruguays nationella vägsystem.